# التزوير والتزييف في الطوابع البريدية

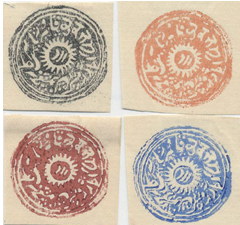
"تزويرات برايتون" لطوابع جامو وكشمير التي أنتجها هارولد تريهيرن

بصيغة عامة تعتبر الطوابع البريدية المزيفة والمزورة ملصقات تبدو مثل طوابع البريد ولكن أنتجت بهدف الخداع أو الاحتيال. قد يكون تعلم كيفية التعرف على هذه الطوابع فرعًا صعبًا من فروع هواية جمع الطوابع.
تتوافق التعريفات الواردة أدناه إلى حد كبير مع تلك الواردة في مقدمة الإصدارات الحديثة المختلفة من كتالوج سكوت القياسي للطوابع البريدية . "نستخدم مصطلح ""تزوير"" للإشارة إلى الطوابع المنتجة لخداع هواة جمع الطوابع (المعروفة بشكل صحيح باسم التزوير) والاحتيال على الحكومات المصدرة للطوابع (المعروفة بشكل صحيح باسم التزييف ). تُستخدم كلمة ""مزيفة"" للإشارة إلى تغيير طابع أصلي لجعله يبدو وكأنه شيء آخر. قد يشير التزييف إلى الإلغاءات والطباعة فوق الطوابع والثقوب المضافة أو المقصوصة وتعديلات تصميم الطوابع وما إلى ذلك."" مع ان صعوبة القيام بذلك اليوم إلا أن إحدى الحالات الشهيرة هي تزوير البورصة في أواخر القرن التاسع عشر.
غالبًا ما تُطرح أسئلة حول متى يمكن إنتاج الطوابع بشكل قانوني لإرسالها بالبريد. وقد اقترح ماثيو كارانيان المبادئ التوجيهية التالية:
تكون الطوابع مشروعة إذا تم الاعتراف بها دوليًا في الممارسة العملية، حتى لو لم يتم الاعتراف بها صراحةً، كما هو الحال بموجب معاهدة أو اتفاق دولي.  وهذا هو نفس مبدأ القانون الدولي الذي ينطبق على الاعتراف بالدول القومية.  وتصبح الأمة دولة قومية عندما يبدأ المجتمع الدولي في التعامل معها على هذا النحو.  بالنسبة إلى كاراباخ التي ليست عضوًا في الاتحاد البريدي العالمي ولكنها تحصل على بريدها، فإن هذا يدل على أن الطوابع التي تصدرها ليست ملصقات دعائية ولا جزءًا من عملية احتيال لكسب المال.

## تاريخ التزوير والتزييف في الطوابع البريدية
صدر أول طابع بريد في بريطانيا العظمى عام 1840 وبحلول أوائل ستينيات القرن التاسع عشر ظهر أول طابع بريد مزور - بمعنى طابع تم إنشاؤه لخداع هواة جمع الطوابع ليعتقدوا أنه طابع أصلي في السوق. بحلول عام 1863 أصبحت عمليات التزوير شائعة جدًا لدرجة أنه تم نشر كتاب "الطوابع المزورة: كيفية اكتشافها" وبحلول عام 1864 إنتجت عمليات تزوير للطوابع الشائعة والنادرة من مجموعة واسعة من البلدان المصدرة مثل النمسا وغويانا البريطانية وفنلندا والهند وإسبانيا.
يعد جان دي سبيراتي من بين أهم المزورين في تاريخ هواية الطوابع. قام بتزوير العملة البريدية من فئة 10 سنتات إحدى أولى إصدارات البريد في الولايات المتحدة في عام 1847. ومن الممكن التعرف على هذه التزويرات من خلال عيبين صغيرين. تشير تزويرات جزيرة فانكوفر إلى طابع صدر في الأصل عام 1865. ولإنتاج تزويره قام دي سبيراتي بتبييض طابع حقيقي أرخص من نفس الطراز. ثم استخدم عملية تسمى الطباعة الضوئية لصنع نسخة شبه مثالية من الطابع. قام جان دي سبيراتي بتزوير أكثر من 500 طابع خلال حياته. كان يوقع أعماله أحيانًا بالقلم الرصاص على ظهرها. أصبحت طوابعه المزورة الآن ذات قيمة أكبر من الطوابع الأصلية.

## تصنيف
فيما يلي وصف للأشياء التي تشبه الطوابع والتي ليست كلها مزيفة ومزورة من أجل تطوير فهم أفضل لمثل هذه الادعاءات.

## التزوير أو التزييف البريدي
إن أولئك الذين ينتجون المنتجات المقلدة يستقطبون سوقًا مختلفة تمامًا عن سوق هواة جمع الطوابع. إنهم يعتمدون على إنتاج طوابعهم بكميات كبيرة حتى يتمكنوا من استرداد نفقاتهم. يجب على الشخص الذي يستخدمها أن يشعر أنه يستطيع شراءها بسعر أقل بكثير من السعر في مكتب البريد الشرعي أو ربما يتم خداعه للاعتقاد بأنها أصلية. وهذا يجعل الطوابع الحالية الأكثر شيوعًا والمستخدمة في البريد اليومي هدفًا رئيسيًا لنشاط التزوير.
أقدم عمليات التزوير التجارية كانت كلها بريدية وكان طابع بيني بلاك هو أول طابع يتم نسخه في عام 1840 وهو أول عام له. التزوير الجزئي يتمثل في تغيير الألوان أو تغيير القيمة الظاهرة للطوابع لتقليد طابع ذي قيمة أعلى. وتضمنت الحيل الأخرى طرقًا لجعل الإلغاء يختفي (المسح الكيميائي ووضع ختم ثانٍ عليه إذا اصطدم بالزاوية فقط). كان على مكتب البريد الإسباني تغيير طوابعه سنويًا تقريبًا بين عامي 1850 و1879 لتجنب المزورين.
تشمل عمليات التزوير البريدية البارزة ما يلي:0
- فرنسا: 20 سنتًا (1870) 15 سنتًا (1886) 25 سنتًا (1923)
- ألمانيا: 10pf (1902) 10pf (1909)
- بريطانيا العظمى: 1 شلن (1872)، 4 أيام بطل كأس العالم (1966)
- أستراليا: جسر ميناء سيدني الثاني (1932)
- الولايات المتحدة الأمريكية: 2 سنت واشنطن (1894)، 13 سنت جرس الحرية (1980)

ومن باب الفضول نشرت السلطات البريدية تزويراتها الخاصة لذلك قامت هيئة البريد البريطانية بتزوير طوابعها الخاصة من فئة 1 بنس في عام 1856 لمعرفة ما إذا كانت ميزاتها خالية من التزوير.

## التدابير شالوقائية
وقد وضعت الخدمات البريدية في وقت مبكر تدابير لحماية سلامة طوابعها. بعض هذه الخطوات مشابهة لتلك المستخدمة للحماية من العملات المزورة. وتشمل الخطوات الرئيسية ما يلي:
- العلامات المائية
- ورق خاص
- نقش دقيق
- طرق الطباعة
- حبر خاص لطوابع البريد
- إدخال خيوط الحرير
- علامات سرية مرئية أو غير مرئية للمجهر
- إعادة إصدار الطوابع

قد لا يكون من الممكن التمييز بين التزوير البريدي والتقليد الطوابعي إذا كانت الطوابع غير مستخدمة وذلك بمجرد النظر إليها؛ فالتقنيات المستخدمة في إنتاجها متطابقة. ومع ذلك، إذا كانت الطوابع تحمل علامات الإلغاء فقد يكون من الأسهل تمييزها. إذا كان الطابع يحمل إلغاء مزورًا، فمن الضروري أن يكون تزويرًا بريديًا لأنه من الواضح أنه صنع للبيع لهواة الجمع، وليس لاستخدامه في إرسال خطاب. إذا كان الإلغاء حقيقيًا، فمن المحتمل ولكن ليس بالضرورة أن يكون تزويرًا بريديًا حيث استخدم المزورون في بعض الأحيان أجهزة إلغاء حقيقية "لإلغاء" الطوابع المزورة. قد يكون من المفيد التمييز بين هذه الطوابع ووضعها على مظروف إرسال بالفعل عبر البريد ولكن هذا أيضًا يتطلب الحذر. إن المنتجات المقلدة التي تصل إلى مجتمع هواة الطوابع نادرة إلى حد ما وهذا وحده يجعلها أكثر قيمة.

## التزويرات البريدية
وبعد فترة وجيزة من تقديمها أصبحت الطوابع بمثابة أشياء تذكارية وأصبح تزوير الطوابع على حساب هواة الجمع مشكلة. أول كتاب حول هذا الموضوع كتبه جان بابتيست موينز من بلجيكا بعنوان دي لا تزوير دس تببرس بوست في عام 1862. وبعد فترة وجيزة نشر بيمبرتون كتاب "الطوابع المزورة: كيفية اكتشافها" وكتاب "أعشاب الألبوم" لروبرت بريسكو إيري . أصبحت الطوابع التي أنتجها مزورون مشهورون أيضًا بمثابة مقتنيات ثمينة.
وبعد فترة وجيزة من تقديمها أصبحت الطوابع بمثابة أشياء تذكارية وأصبح تزوير الطوابع على حساب هواة الجمع مشكلة. أول كتاب حول هذا الموضوع كتبه جان بابتيست موينز من بلجيكا بعنوان دي لا تزوير دس تببرس بوست في عام 1862. وبعد فترة وجيزة نشر بيمبرتون كتاب "الطوابع المزورة: كيفية اكتشافها" وكتاب "أعشاب الألبوم" لروبرت بريسكو إيري . أصبحت الطوابع التي أنتجها مزورون مشهورون أيضًا بمثابة مقتنيات ثمينة.

## مزيفة
تبدأ المنتجات المزيفة بطابع أصلي يتغير بطريقة ما لجعله أكثر قيمة لهواة جمع الطوابع. عندما تعرض الكتالوجات أصنافًا مختلفة بقيم مختلفة بشكل كبير فقد يكون هذا دافعًا كبيرًا لتغيير المثال الرخيص إلى شيء يمكن بيعه لتحقيق ربح كبير. في بعض الأحيان قد تؤثر التغييرات الطفيفة فقط على التقييم الظاهري للطابع.
المعرفة أداة مهمة للمساعدة في الكشف عن التزوير والتزييف. يمكن للشخص الذي يتمكن من تحديد بعض عمليات التزوير الأكثر وضوحًا أن يوفر الكثير من المال في رسوم الخبرة مع أن المعلومات قد لا تكون كافية بعد لإثبات أن الطابع أصلي. يعد كتاب "ألبوم الأعشاب" لـ إيري وكتاب "فيد ميكوم" لـ سيرين مجرد كتابين من بين الأدبيات الواسعة حول تزوير الطوابع.
المعرفة أداة مهمة للمساعدة في الكشف عن المنتجات المزيفة والتقليد. يمكن للشخص الذي يتمكن من تحديد بعض عمليات التزوير الأكثر وضوحًا أن يوفر الكثير من المال في رسوم الخبرة مع أن المعلومات قد لا تكون كافية بعد لإثبات أن الطابع أصلي. يعد كتابا "ألبوم الأعشاب" لـ إيري و "فيد ميكوم" لـ سيرين مجرد كتابين من بين مجموعة ضخمة من الأدبيات حول تزوير الطوابع.

## استخدام الطوابع كحماية
وبما أن الخبير يمكنه تزوير الطوابع بسهولة في كثير من الأحيان فمن المستحسن بشكل خاص عند التعامل مع الطوابع ذات القيمة أن تفحص وتجرب. يتمتع هؤلاء الخبراء بتخصصات عالية ويركزون عمومًا على مجال طوابع محدد. يمكن وضع علامة على الطوابع المزورة على هذا النحو في حين يجب أن تحصل الطوابع الأصلية ذات القيمة على شهادة موثوقة من سلطة ذات سمعة طيبة.
في السنوات الأخيرة أصبحت المنتجات المزيفة المصنوعة منزليًا قادرة على الوصول بسهولة إلى السوق عبر الإنترنت .

## التزوير الحكومي والدعاية
التزوير السياسي والدعاية هو ما تقوم به الدول المتصارعة من أجل إيذاء الخصم. يمكن إصدار الطوابع لحرمان العدو من الإيرادات وتوزيع المواد الدعائية وإثارة الارتباك وتصوير رسائل الدعاية. تعتبر طوابع الدعاية من الأشياء التي تستحق جمعها بشكل كبير وقد زورت بشكل هواة جمع الطوابع: تزوير للتزوير. كان من الصعب تداول العديد من طوابع الدعاية في النظام البريدي لأنه كان إزالتها على الفور وبالتالي فإن طوابع الدعاية المستخدمة غير عادية (ولكن من السهل تزويرها).

## الحرب العالمية الأولى

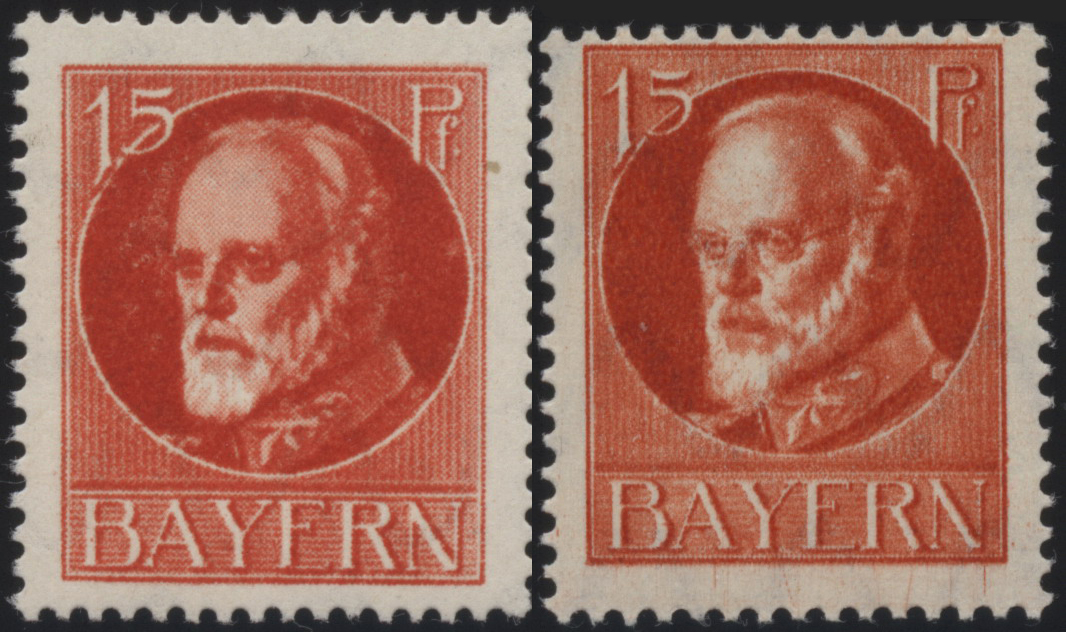
تزوير البريد الحربي لودفيج الثالث. (غادر). على اليمين الأصل.

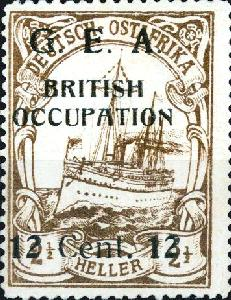
دعاية تزوير اللغة الألمانية-الأفريقية

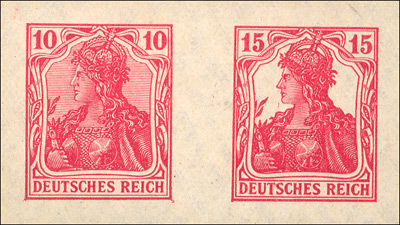
تحقيقات في تزوير "جيرمانيا" البريطانية، تتعلق بـ 10 و15 بفنيغ

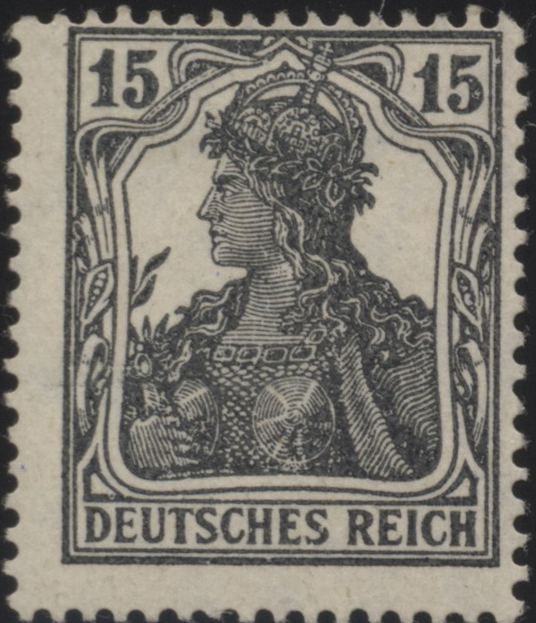
"جيرمانيا"-تزوير، 15 صفحة. باللون الصحيح

خلال الحرب العالمية الأولى قامت بريطانيا العظمى بتزوير طوابع بريدية ألمانية. تقريبا جميع الطوابع المزورة هي مزورة لأغراض التجسس.
سقطت قيمة الطوابع البريدية البافارية التي تحمل صورة لودفيج الثالث والتي تبلغ قيمتها 5 و10 و15 بنسًا ضحية لتزوير البريد الحربي. ومع ذلك، فإن القطع غير المستخدمة فقط هي المعروفة. كما كتشفت نسخ غير مثقوبة من بين هذه التزويرات. تختلف طوابع الحرب المزيفة في الرسم والورق عن الطوابع الأصلية.
زور الإصدار الثاني من طابع البريد الألماني من قبل بريطانيا العظمى نيابة عن مكتب الدعاية الهولندي. استخدم لختم المنشورات والكتيبات باللغة الألمانية. تتأثر قيم الطوابع البريدية من فئة 10 و15 بنسًا من طبعة جيرمانيا للرايخ الألماني. يختلف الرسم عن الأصل، كما هو الحال مع العلامة المائية التي هي رقيقة للغاية والورق الأبيض الطباشيري. وعلى عكس تزويرات البريد الحربي السابقة هناك أيضًا قطع تحمل ختم البريد الحقيقي من الطوابع المزورة.
في 12 ديسمبر 1914 إعيد إنتاج طابعين بريديين لجرمانيا في صحيفة " لو ماتان " الفرنسية. ختم أحمر من فئة 10 بفنيج يحمل بصمة " سويسرا 10 سنتيم " وختم أزرق من فئة 20 بفنيج بصمة "سويسرا 25 سنتيم". ذكرت المقالة أن هناك المزيد من طوابع جيرمانيا بقيم أخرى مختلفة. ومن الواضح أن الهدف من ذلك كان إعطاء الانطباع بأن سويسرا المحايدة على وشك الوقوع تحت الاحتلال الألماني. شعرت السفارة الألمانية في برن بأنها مضطرة إلى إنكار المقال واتهام الصحيفة بالوقوع في فخ التزوير وهو ما كان صحيحًا بلا شك وفقًا للأدلة اللاحقة.
قبل وقت قصير من نهاية الحرب العالمية الأولى إنتجت تزويرات بريدية حربية بقيمة 5 و10 و25 هيلير من إصدار الطوابع البريدية النمساوية في إنجلترا. تُظهر الطوابع التاج الإمبراطوري النمساوي والإمبراطور كارل. تمت طباعة الطوابع البريدية المزيفة على ورق مائل للاصفرار قليلاً من الطوابع الأصلية. بالاضافة الى ذلك فإن صور الطوابع المزورة أعلى قليلاً (¼ – ½ ملم). لم يتم العثور على تزويرات البريد الحربي المستعمل حتى الآن ومع ذلك هناك قطع نقدية من جميع القيم الثلاث بالإضافة إلى أدلة على قيمة 10 هيلرز في شكل ورقة صغيرة بثلاثة ألوان مختلفة مع تاريخ 25 سبتمبر 1918.

## الحرب العالمية الثانية

### التزويرات الألمانية للمملكة المتحدة

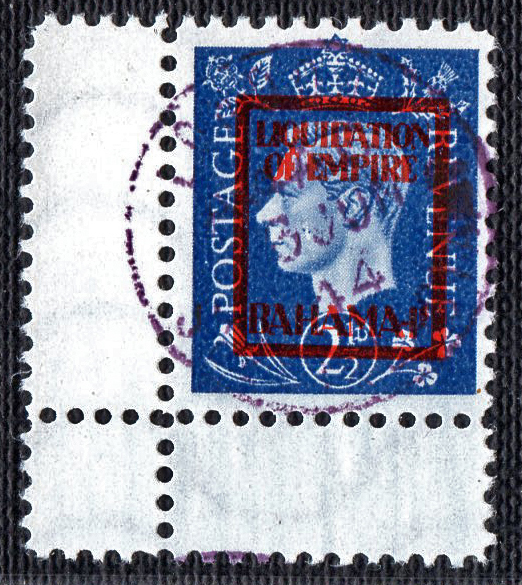
طابع دعائي عليه صورة الملك جورج السادس. نسخة مع طباعة حمراء: "تصفية الإمبراطورية/جزر الباهاما". بالإضافة إلى الإلغاء الخاطئ: "لندن AAAO/-6 يونيو/44/طابع خاص".

كل التزويرات الألمانية المعروفة هي مجرد تزويرات دعائية. زور إصدار اليوبيل الفضي لعام 1935 في معسكر اعتقال ساكسنهاوزن بأمر من هاينريش هيملر أثناء الحرب. وتضمنت التعديلات إدراج شعارات يهودية وشيوعية ووضع رأس جوزيف ستالين في مكان رأس الملك جورج والنقش الخاطئ ("هذه الحرب هي حرب يهودية") وتعديل السنوات إلى 1939-1944. وكان هناك تزوير مماثل يتعلق بقضية التتويج في عام 1937 حيث يظهر رأس ستالين في مكان رأس الملكة كما يوجد نجمة داوود بالإضافة إلى نقش يتعلق بمؤتمر طهران. هناك تزوير ثالث مختلف ويؤثر على سلسلة 1937 التي تحمل رأس الملك جورج السادس. التعديلات دقيقة للغاية وتؤثر على الشعارات. تم تزوير ست قيم من السلسلة. في الفيلم القصير "القطع الأثرية التاريخية لأدولف برجر"، يعرض برجر أحد الناجين من ساكسنهاوزن أمثلة لبعض هذه الطوابع التي ساعد في إنتاجها. ويصف هذا أيضًا بمزيد من التفصيل في كتابه ورشة الشيطان .

### تزويرات الولايات المتحدة لصالح ألمانيا

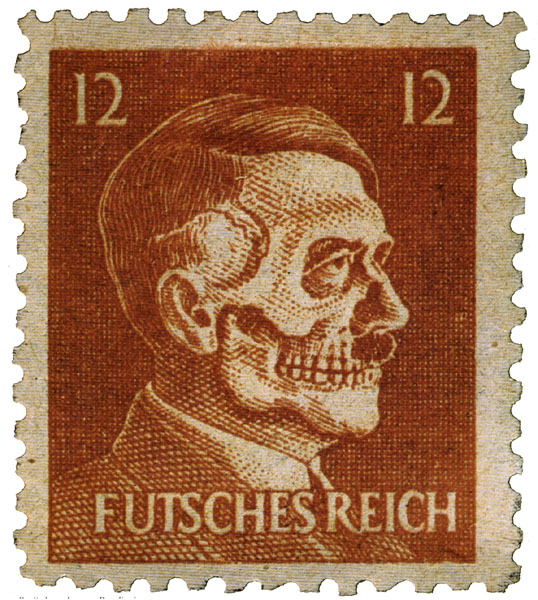
طابع دعائي أمريكي

كانت الطوابع الأولى التي تزويرت هي الطوابع الشائعة التي تحمل صورة رأس هتلر والتي تبلغ قيمتها 6 و12 بفينيج. تمت طباعة هذه الوثائق المزورة في روما بواسطة مكتب الخدمات الإستراتيجية في عام 1944. وضعت هذه الطوابع على الرسائل التي تحتوي على دعاية وتم وضع علامات بريدية مزيفة عليها (فيينا 8، فيينا 40، هانوفر 1)، ووزيعت عن طريق إسقاطها من الطائرات تحت اسم عملية رقائق الذرة .
قامت الولايات المتحدة بتعديل طابع رأس هتلر الذي يزن 12 بنسًا من خلال إدراج رأس الموت والنقش فوتشيس رايش ("الرايخ المدمر") ليحل محل الرايخ الألماني. وعلى نحو مماثل عدلت كتلة هتلر من عام 1937 لإظهار رأس الموت والقبور والمشنقة والنقش هو الرايخ الألماني 1944. زورت البطاقات البريدية أيضًا.

## تزويرات سوفيتية لصالح ألمانيا
كانت عمليات التزوير السوفييتية تقتصر على البطاقات البريدية التي تحمل رسائل دعائية والتي كانت تحمل طوابع مطبوعة.

### التزويرات البريطانية
أنتجت بريطانيا العظمى تزويرات لصالح ألمانيا وفرنسا وإيطاليا وبولندا ( الحكومة العامة ) والمغرب الفرنسي أثناء الحرب العالمية الثانية.
فيما يتعلق بألمانيا كان أول تزوير هو طابع رأس هيندينبورغ بقيمة 12 بفينيج ثم تبعه بعد ذلك طابعات بقيمة 3 و4 و6 و8 بفينيج لتوزيع المواد الدعائية في ألمانيا. ربما لم تصل الطوابع الأخرى مثل طوابع رؤوس هتلر وبعض طوابع البريد الميدانية إلى التداول.
وكان أحد أهم الجهود المبذولة هو إنتاج طوابع الدعاية. عدل ختم رأس هتلر ليصور هاينريش هيملر.

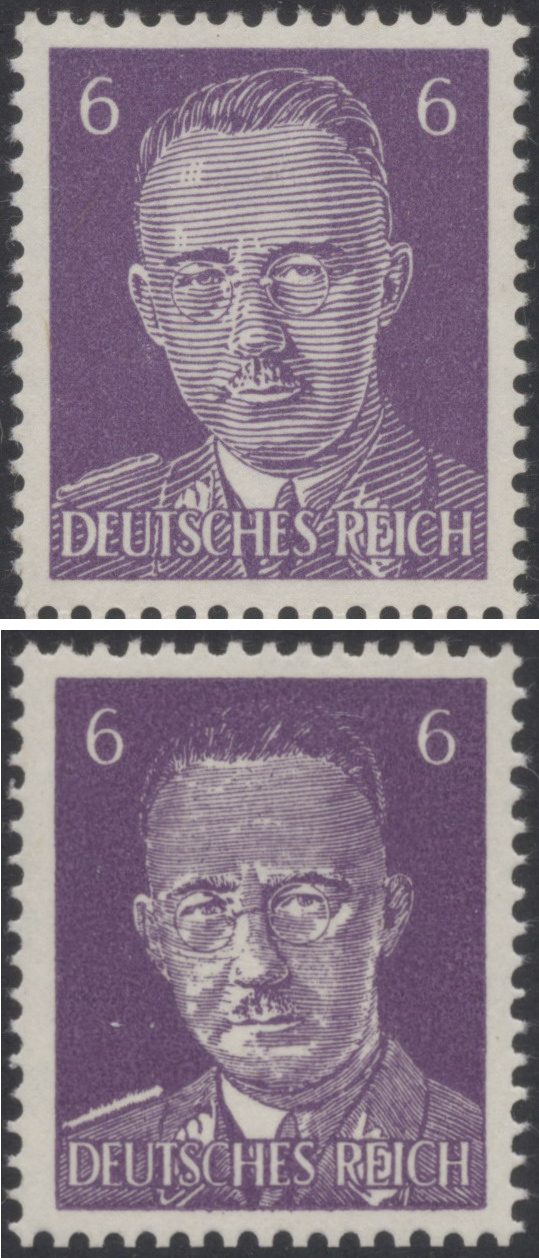
تزوير هيملر (النوع الأول في الأعلى والنوع الثاني في الأسفل)

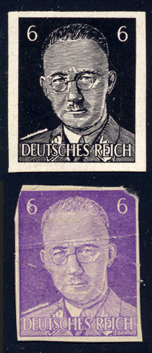
أدلة على تزوير هيملر من النوع الثاني باللونين الأسود والبنفسجي

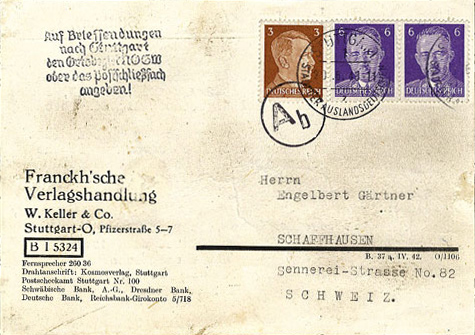
طوابع هيملر الملغاة المزورة بواسطة بي دبيليو اي على بطاقة بريدية

صمم طابع هيملر من قبل جهاز المخابرات البريطاني بهدف إثارة الخلاف بين قيادة النظام النازي. مع فكرة أن هيملر كان يخطط لانقلاب ويريد أن يجعل من نفسه زعيمًا أو رئيسًا جديدًا لألمانيا فقد اعتبر إصدار طابع بريدي يحمل صورته مناسبًا لجلب هذه الفكرة إلى أذهان قيادة الحزب النازي في المقام الأول. وزع الطوابع من قبل العملاء البريطانيين وخاصة في سويسرا المحايدة. وكان من المأمول أن يصبح هواة جمع الطوابع على علم بهذا الطابع وأن يتم إطلاق حملة صحفية كبيرة حوله في وقت لاحق. ولكن تبين أن هذا التزوير لم يحظ بقدر كبير من الاهتمام لا في سويسرا ولا في بقية أنحاء أوروبا. في النهاية اضطر العملاء البريطانيون إلى أخذ طابع هيملر مباشرة إلى تجار الطوابع لجعله علنيًا. ولكن حتى هذا الإجراء لم يؤد إلى النجاح المطلوب، واتضح أن الإجراء كان بمثابة فشل كامل حيث لم يصدق أحد عمليًا الانقلاب المزعوم على هيملر. لكن الأمر المثير للدهشة هو أن أحد أعضاء جهاز الخدمة السرية الأميركية في برن من بين كل الناس قد أعطى أهمية غير عادية لهذه الطابعات. في 10 يونيو 1944، أعد العميل الأمريكي آلان دالاس تقريراً مفصلاً لرئيسه في واشنطن وصف فيه الطابع الغامض. وبما أن الجانب الأمريكي لم يكن على علم بعملية التزوير التي قامت بها أجهزة المخابرات البريطانية فقد بدأت أجهزة المخابرات الأمريكية تحقيقات غير ضرورية مما أدى إلى إرهاق الموظفين الأمر الذي حول العملية برمتها في النهاية إلى حادث محرج. علق السجين اليهودي في معسكر الاعتقال أدولف برجر الذي شارك في عملية برنهارد بعد الحرب بأن هاينريش هيملر كان غاضبًا جدًا من هذا التزوير البريطاني مع صورته. ويبدو أن هذا دفعه إلى سداد الدين بنفس العملة المعدنية كما دفعه إلى إصدار طوابع دعائية ساخرة على الجانب البريطاني.
هناك نسختان مختلفتان تمامًا من طابع هيملر، واحدة بخطوط عريضة، والنوع الثاني بخطوط ضيقة وهناك نسخ غير مثقوبة من النوع الثاني باللونين البنفسجي والأسود والنوع الأول باللون البنفسجي. ولم يعثر على أي إلغاءات حقيقية حتى الآن فكل العينات المعروفة مزورة بشكل واضح مما يضر بهواة جمع العملات. ومع ذلك صنعت بعض البطاقات البريدية والمظاريف من قبل جهاز الخدمة السرية البريطاني بيه دبيليو اي والتي إعدت مع طوابع هيملر المرفقة وإلغاءات ألمانية مزورة. كانت هذه الأسلحة مخصصة لدول محايدة مثل سويسرا والسويد أو ربما البرتغال أيضًا ليتم توزيعها هناك عن طريق وكلاء. وقد تم الحفاظ على بعض هذه العناصر البريدية.
هناك تزوير دعائي آخر يتعلق بطابع بريدي يعود إلى عام 1943 ويظهر فيه الجنرال فيتزليبن (أحد المشاركين في محاولة اغتيال هتلر في 20 يوليو 1944 ) ويحمل نقش "توقف عند 80". أغسطس 1944 ("معلق على...") استندت عمليات التزوير الأخرى إلى طوابع الرعاية الاجتماعية من عام 1938 وطابع انقلاب هتلر عام 1944.
وفيما يتعلق بفرنسا أنتجت بريطانيا نسخًا مزورة من سلسلة إيريس والطوابع التي تصور المارشال فيليب بيتان.

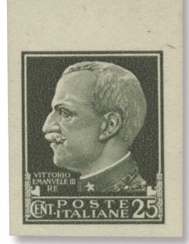
تزوير إيمانويل

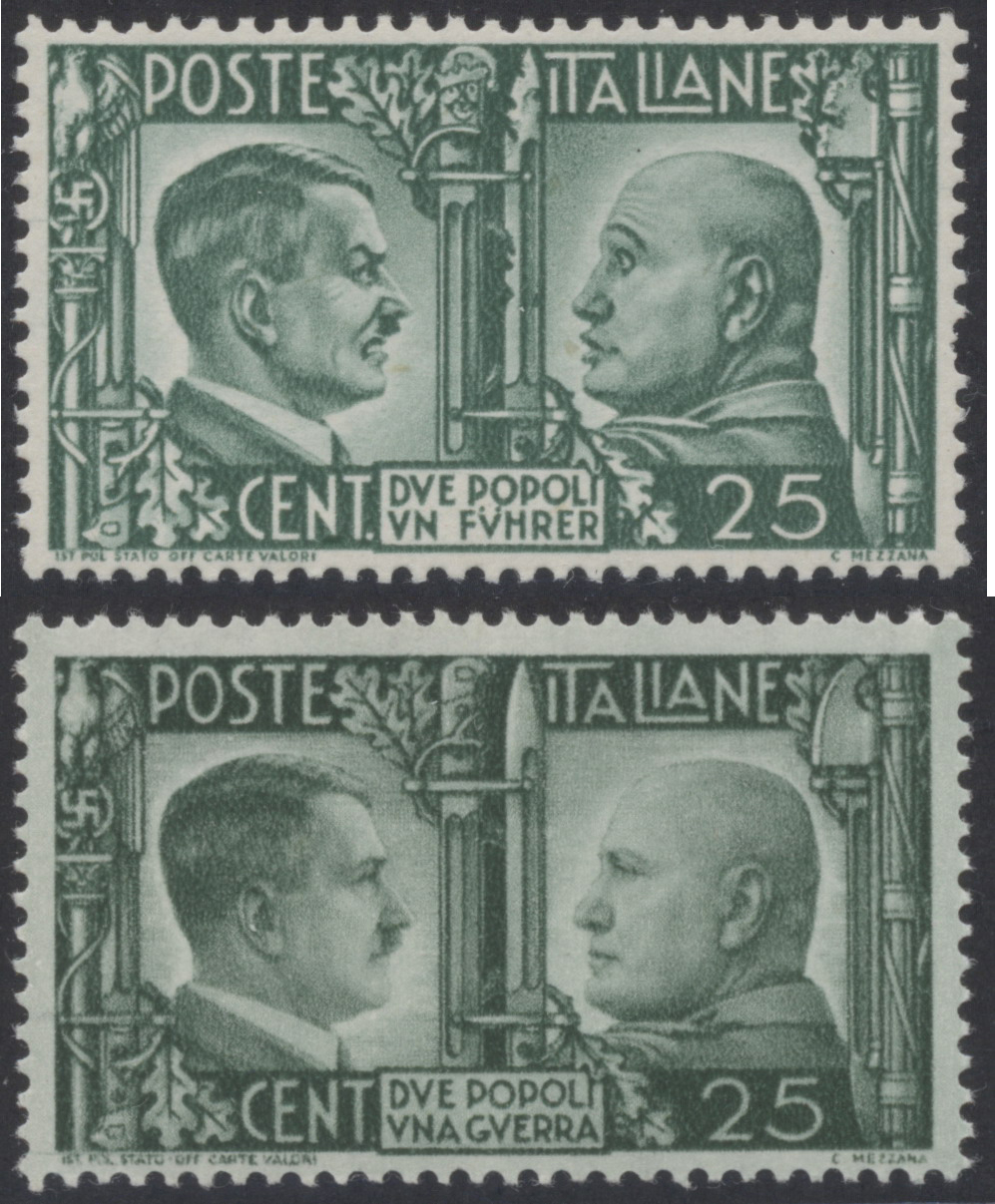
تزوير الدعاية لميشيل رقم 625 (إيطاليا) (أعلى). الختم الأصلي موجود في الأسفل.

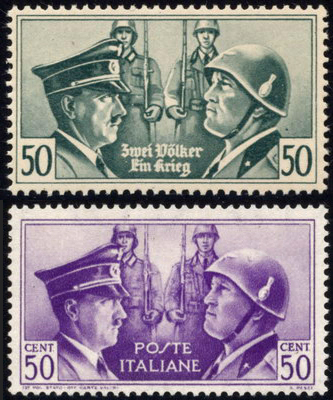
تزوير الدعاية لميشيل رقم 626 (إيطاليا) (أعلى). الختم الأصلي موجود في الأسفل.

كما إنتجت مواد دعائية مزورة لإيطاليا التي كانت متحالفة مع ألمانيا في الحرب العالمية الثانية. وهكذا تم تغيير تصميم ميشيل رقم 625 (إيطاليا) من خلال تشويه رأسي هتلر وموسوليني بطريقة تشبه الكاريكاتير، بحيث خلق الانطباع بالتباين بين هتلر "العدواني والقاسي" وموسوليني "المتحير والمخيف". غير النص الإيطالي من (مترجم) "شعبان حرب واحدة" إلى "شعبان فوهرر واحد"، مع كتابة كلمة فوهرر باللغة الألمانية. كما صور الأسلحة القاطعة والطعنة في "الجزء الإيطالي" الموجود على الجانب الأيمن وهي مهترئة أو تالفة بشكل كبير. في "الجزء الألماني" الأيسر تلقى مقبض السيف رسمًا كاريكاتوريًا صغيرًا لرأس أو وجه. كان تصوير الهيمنة الألمانية على إيطاليا في التزوير الدعائي ميشيل رقم 626 (إيطاليا) 50 سنتيسييمي أكثر دقة. الطابع الذي صدر في الأصل باللون البنفسجي، تمت طباعته باللون الأخضر. غير النص من "البريد الإيطالي" إلى "شعبان/حرب واحدة". من المرجح أن كلا التزويرين انتجا في خريف عام 1943. كما أنتجت الهيئة التنفيذية للحرب السياسية البريطانية (بيه دبليو اي) كتيبين دعائيين باللغة الإيطالية يظهر فيهما الطوابع الإيطالية. في أحد الكتيبات يظهر ميشيل رقم 626 (إيطاليا) ولكن باللون الأزرق بدلاً من اللون البنفسجي. من المحتمل أن بيه دبليو اي أنتجت أيضًا في بداية عام 1943 تزويرًا حربيًا للطابع البريدي الإيطالي الذي يحمل صورة الملك فيكتور إيمانويل الثالث. من المفترض أن هذا كان مخصصًا للاستخدام في طبع كتيبات الدعاية "الرسائل النابولية" من عام 1943. توجد عينات مثقبة وغير مثقبة من هذه الطوابع. وقد اختلف التزوير عن الأصل بشكل رئيسي من خلال الثقب (14 ¾ : 14) بدلاً من 14.
إنتجة الطوابع في بريطانيا العظمى لصالح الحكومة العامة واستخدمها الجيش البولندي السري لتوزيع المواد الدعائية. عدل طابع رأس هتلر للحكومة العامة ليصور هانز فرانك بقيمة 20 جروزي. تدولة هذه الطوابع في النظام البريدي.
حصلت المغرب التي كانت تحت السيطرة الفرنسية على طوابع بريدية مزورة من قبل السلطات البريطانية تحمل طباعة اسم البريد الألماني في المغرب بهدف خلق حالة من الارتباك والإشارة إلى احتلال ألماني وشيك. هناك أمثلة قليلة معروفة.

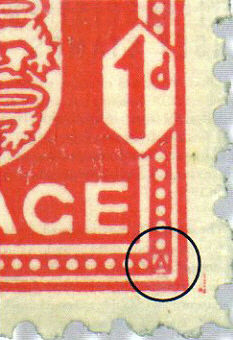
تم إدراج الحرف «A» على طابع بريدي بقيمة بنس واحد

ربما يُنظر إلى التزويرات الدعائية التي طالت طابعين بريديين من جزر القنال الإنجليزي على أنها أمر مثير للفضول. كانت جيرسي مثل جزر القنال الأخرى، محتلة من قبل الفيرماخت الألماني من عام 1940 إلى عام 1945. كلف المصمم والنقاش البريطاني ان في ل رايبوت من قبل الإدارة الألمانية بتصميم وطباعة طوابع جيرسي. ويبدو أنه من أجل إرضاء نفسه، قام بنقش الحروف الصغيرة جدًا وغير الواضحة "ايه ايه بي بي" و"ايه ايه ايه ايه" في الزوايا الأربع للطوابع البريدية من فئة ½ وكذلك فئة 1 بنس. بعد الحرب أوضح ريبوت أنه قام بإدخال الرسائل السرية بهدف تعزيز الروح القتالية للبريطانيين، الذين تم إبلاغهم بالتزوير. وبحسب بيانه، فإن الحروف "ايه ايه بي بي" كانت لتمثل اختصارًا لكلمتي "أدولف أتروكس" ( كلمة لاتينية تعني "أدولف القاسي") و"بينيتو الدامي". بالاضافة الى للأحرف "ايه ايه ايه ايه" كانت المعنى المختصر "أد أفيرنوم، أدولف أتروكس"، وهو المعنى اللاتيني لـ "إلى الجحيم، أدولف القاسي".

## الحرب الباردة: برلين الغربية لجمهورية ألمانيا الديمقراطية
بين عامي 1948 و1954 أنتجت مجموعة أسسها فيرنر هيلدبراندت دعاية مناهضة للشيوعية بما في ذلك الطوابع التي استخدمت في النظام البريدي في ألمانيا الشرقية . كانت الطوابع الأولى التي عدلت هي الطوابع بقيمة 12 و 24 بنسًا من السلسلة التي تصور رئيس جمهورية ألمانيا الديمقراطية فيلهلم بيك . وأظهرت النسخ الدعائية حبل المشنقة ونقش "غير ديمقراطي ألماني ديكتاتور" ("دكتاتورية غير ألمانية وغير ديمقراطية"). و إجريت تغييرات أخرى على طوابع الخطة الخمسية. كما قامت المجموعة بتعديل تعليمات الإنتاج للمصانع مما تسبب في أضرار اقتصادية.

## أنواع أخرى

### إعادة طبع رسمية
عادة ما تقوم الحكومات بإنتاج إعادة طباعة رسمية للطوابع التي لم تعد صالحة للإرسال بالبريد لتلبية الطلب على الطوابع البريدية. إنتج الرقمين 3 و 4 من الولايات المتحدة لهذا الغرض. وقد حدث هذا أيضًا مع العديد من المجموعات المبكرة لجمهورية الصين الشعبية.

### اباقي
الباقي هو فائض المخزون من الطوابع البريدية الشرعية التي تالخيالات هي طوابع يزعم أنها صادرة عن أماكن غير موجودة حتى. كان من أشهر هذه الطوابع طوابع "الملك" تشارلز ماري ديفيد دي مايرينا لسيدانج . تطلبت طوابع نيو أتلانتس بناء طوف من الخيزران ليتم إبحاره في المحيط الأطلسي كدولة.طرحت في سوق الطوابع البريدية بعد أن تتوقف عن كونها صالحة للأغراض البريدية. ومن بين هذه الطوابع طوابع نوفا سكوشا الأخيرة قبل أن تصبح مقاطعة تابعة لكندا وطوابع فترة التضخم الألمانية. أحد آثار توزيع كميات كبيرة من الطوابع المتبقية على الجمهور هو أن الطوابع المستعملة يمكن أن تكون أكثر قيمة بكثير من الطوابع الأصلية.

### طوابع مزورة
الطوابع المزيفة هي طوابع وهمية تدعي أنها من إنتاج كيان موجود وقد يكون أنتجها لكنه لم يكن. الطابع المزيف ليس مزوراً لأنه لا يعتمد على أي طابع أصلي. إنه لا يشبه حتى أي شيء أنتجته الكيان ونادراً ما يتم شحن أي من هذه الملصقات إلى المكان الذي يظهر على أنه أصدرها. يشير المصطلح أيضًا إلى طابع أصلي يحمل إضافة وهمية لرسوم إضافية أو طباعة غير مصرح بها.
تصدر عادة لخداع هواة الجمع. ومن بين هذه "الإصدارات" الخاصة بجزر الملوك الجنوبية عندما طبع هنري ستولو طوابع جزر الملوك وجزيرة ستافا الاسكتلندية غير المأهولة. كانت طوابع الإغاثة من المجاعة في أذربيجان عام 1923 مزورة ولكن تم تزويرها أيضًا في وقت لاحق.

### الخيالات
الخيالات هي طوابع يزعم أنها صادرة عن أماكن غير موجودة حتى. كان من أشهر هذه الطوابع طوابع "الملك" تشارلز ماري ديفيد دي مايرينا لسيدانج . تطلبت طوابع نيو أتلانتس بناء طوف من الخيزران ليتم إبحاره في المحيط الأطلسي كدولة.

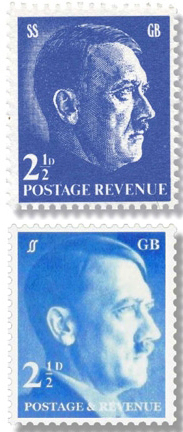
خيال هتلر: طابع بريدي أصلي في الأعلى وطابع بريدي مزيف في الأسفل

في حالات استثنائية حتى الخيالات يمكن أن تحظى بتداول كبير في دوائر هواة الجمع. وتمثل الطوابع الخيالية الصادرة عام 1978 والتي إنتجت في بريطانيا العظمى حالة استثنائية. في ذلك العام نشر المؤلف البريطاني لين ديتون كتابًا بعنوان اس اس- جي بي. القصة تدور حول بريطانيا التي احتلتها ألمانيا النازية أثناء الحرب العالمية الثانية. وفي هذا السياق ظهر على الصفحة الأولى من الكتاب طابع بريدي عليه رأس هتلر ونقش "إيرادات البريد" كما هو موجود على جميع الطوابع البريطانية. كاستراتيجية تسويقية ذكية لتقديم الكتاب إنتج كتيب طوابع يحتوي على طوابع هتلر المزعومة بثلاث قيم مختلفة وثلاثة ألوان مختلفة ستة طوابع لكل منها. ومع ذلك قامت هيئة البريد الملكية بمصادرة جميع الكتيبات التي تمكنت من الحصول عليها بأسرع ما يمكن. وسرعان ما أصبحت الكتيبات المتبقية نادرة يسعى وراءها هواة الجمع. على سبيل المثال بيع كتيب في مزاد بإنجلترا مقابل 300 جنيه إسترليني . في ألمانيا، في عام 1998 حقق أحدهم سعرًا فخورًا قدره 1250 ماركًا ألمانيًا . ولم يمض وقت طويل قبل أن يأتي المزورون بفكرة تزوير هذه الكتيبات بطوابع خيالية بأنفسهم. كما جلبت هذه التقليدات مئات الدولارات في السوق الأمريكية. 

### الطوابع المحلية
عادةً ما تكون الطوابع المحلية مخصصة لخدمة غرض محلي وليست بالضرورة مزورة. وهكذا، فيما يتعلق ببريطانيا العظمى نجد: "... كانت هناك كيانان محليان "قدّما خدمات بريدية واسعة النطاق... هيرم ولوندي ". ويبدو أن هاتين الجزيرتين تُعتبران قانونيتين تمامًا." لم تكن لهذه الجزر مكاتب بريد رسمية وكان لا بد من إنشاء خدمة خاصة لنقل البريد إلى البر الرئيسي.

### سندريلا
سندريلا هو مصطلح واسع النطاق لأي شيء يشبه طابع البريد ولكنه ليس كذلك. في حين أن المصطلح يشمل الطوابع والأوهام المزيفة فإنه يشمل أيضًا العديد من ملصقات جمع التبرعات وأختام عيد الميلاد والملصقات الأخرى التي تم إنتاجها لأغراض مشروعة.

## الطُرق

### تزويرات كاملة
هذه هي الطريقة الأكثر وضوحا لإنتاج التزوير. يبدأ المزور من الصفر وينقش لوحة جديدة تمامًا. من المستحيل تقريبًا إنتاج نقش جديد مطابق للنقش الأصلي. وهكذا في أقدم مجموعة من طوابع هونج كونج يمكن التمييز بين التزويرات من خلال حساب عدد خطوط التظليل في الخلفية. تتميز بعض عمليات التزوير اليابانية المبكرة بتذكر أن شعار الأقحوان في الطابع البريدي يجب أن يحتوي دائمًا على 16 بتلة.
قد يبدو أن التقنيات الإلكترونية الحديثة تجعل الأمور أسهل بالنسبة للمزور ولكن فهم كيفية عمل طرق الطباعة المختلفة يمكن أن يكون مفيدًا جدًا في اكتشاف هذه التزويرات. حديثاً  استخدم بيتر وينتر من ألمانيا التكنولوجيا الحديثة لإنتاج نسخ مقنعة والتي تم بيعها بعد ذلك بشكل غير نزيه على أنها أصلية.

### طبعات مزورة

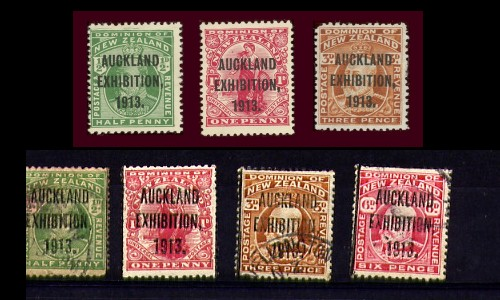
طبعات مزورة على طوابع نيوزيلندا لعام 1913

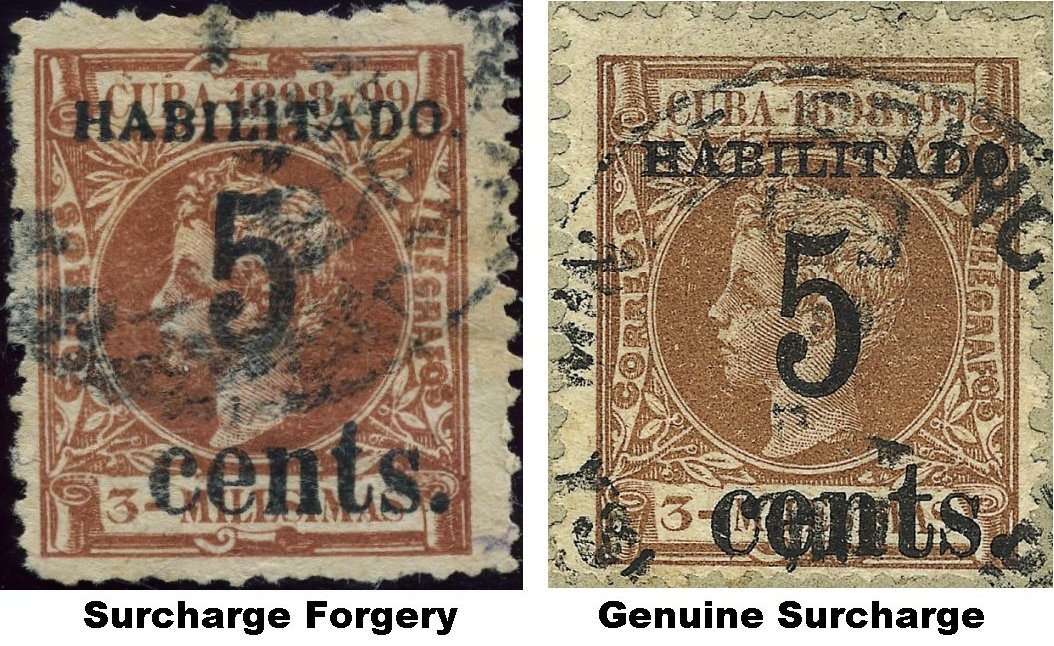
طبعة مزورة على طابع بريدي مؤقت يعود تاريخه إلى عام 1899 في بويرتو برينسيبي ، كوبا إلى جانب رسوم إضافية حقيقية. في حين أن المسافات النسبية بين العناصر الثلاثة للرسوم الإضافية هي نفسها تقريبًا كما هي على الطابع الأصلي لاحظ مع ذلك الاختلافات في العارضة المتقاطعة على "تي" وغطاء "5" جنبًا إلى جنب مع وضوح الحروف.

قد يتصور المرء أن المطبوعات الفوقية قد يكون من الأسهل على المزور تزويرها. إنها مجرد مسألة بسيطة تتمثل في تطبيق عدد قليل من الحروف على طابع بالحبر الأسود. إن الاهتمام بالتفاصيل قد يؤدي إلى مكافأة المحقق الطوابعي. إنتجت طوابع بانكوك في ثمانينيات القرن التاسع عشر عن طريق طباعة حرف "بي" واحد على كل طابع على طوابع مستوطنات المضيق. بعض هذه المطبوعات الفوقية مزيفة لأنها موجودة على طوابع أساسية لم يكن معروفًا أبدًا أنها صدرت بهذه المطبوعات الفوقية. يمكن اكتشاف التزوير عن طريق فحص الارتفاعات النسبية للحلقتين B.
وهناك مثال آخر من نيوزيلندا وهو أربعة طوابع مطبوعة لمعرض صناعي أقيم في أوكلاند عام 1913. تُظهر الصورة المرفقة طبعات أصلية وأخرى مزورة من مزاد على الإنترنت. يقوم أحد التجار في نيوزيلندا بتحديد سعر مجموعة من الطوابع البريدية المستعملة ذات المطبوعات الإضافية الأصلية بمبلغ 1600 دولار نيوزيلندي في حين يتم تحديد سعر نفس الطوابع الأربعة المستعملة بريديًا بدون المطبوعات الإضافية بمبلغ 8 دولارات نيوزيلندية ويشير هذا إلى العائد المربح المحتمل للمزورين.
في مثال آخر طبعة كلمة "خدمة" على طوابع غاندي الهندية لعام 1948 لإنتاج طابع للاستخدام الحكومي الرسمي. يعتمد مفتاح معرفة الفرق بين الاثنين على إدراك الفرق بين الطباعة المطبعية والطباعة الحجرية. سيترك السابق انطباعًا على الورق والذي يمكن اكتشافه من خلال النظر إلى الجزء الخلفي من الختم.

### إعادة التثقيب
لمدة سنوات عديدة، كانت أوراق الطوابع تُقطع عادةً إلى أربعة أرباع (أجزاء) قبل أن يتم ثقبها. وقد أدى هذا إلى إنتاج العديد من الطوابع المثقوبة على ثلاثة جوانب فقط. على سبيل المثال على لوحة مكونة من 100 طابع ظهر 18 طابعًا بحافة مستقيمة واحدة، وكان الطابع الفردي (الزاوية) يفتقر إلى الثقوب على جانبين وكان هناك 81 طابعًا فقط مثقوبًا على جميع الجوانب الأربعة. (عادةً ما تحتوي لوحة من 50 طابعًا تذكاريًا على 36 نسخة مثقبة بالكامل فقط). نظرًا لأن الطوابع ذات الحافة المستقيمة أقل رغبة لدى هواة الجمع وتُباع بأسعار أقل من النماذج المثقبة بالكامل فقد قام تجار عديمو الضمير "بإعادة ثقب" العديد من الطوابع القديمة ذات الحافة المستقيمة: أي أنهم قطعوا ثقوبًا زائفة بعناية في الجانب المسطح بحيث يمكن بيع النسخة بنفس سعر النسخة المثقبة بشكل طبيعي. في حالات أخرى قد يختلف نوع الطوابع القيم والشائع فقط من خلال وجود الثقوب أو حجمها. وبالتالي يتم قطع ثقوب جديدة في الختم، أو يتم قطع الثقوب لجعل الختم العادي يبدو وكأنه ختم نادر غير مثقوب أو إصدار ملفوف نادر.

### الإصلاحات
في بعض الحالات يمكن تعزيز قيمة الطابع التالف عن طريق إصلاح الضرر.

### تغيرات اللون
يمكن تغيير لون الطابع عن طريق تعريضه لمواد كيميائية مختلفة أو تركه في ضوء الشمس الساطع. يمكن أيضًا استخدام المواد الكيميائية المطبقة بعناية لإزالة ألوان معينة لإنتاج أصناف ألوان مفقودة "نادرة".

### طوابع بريدية مزورة

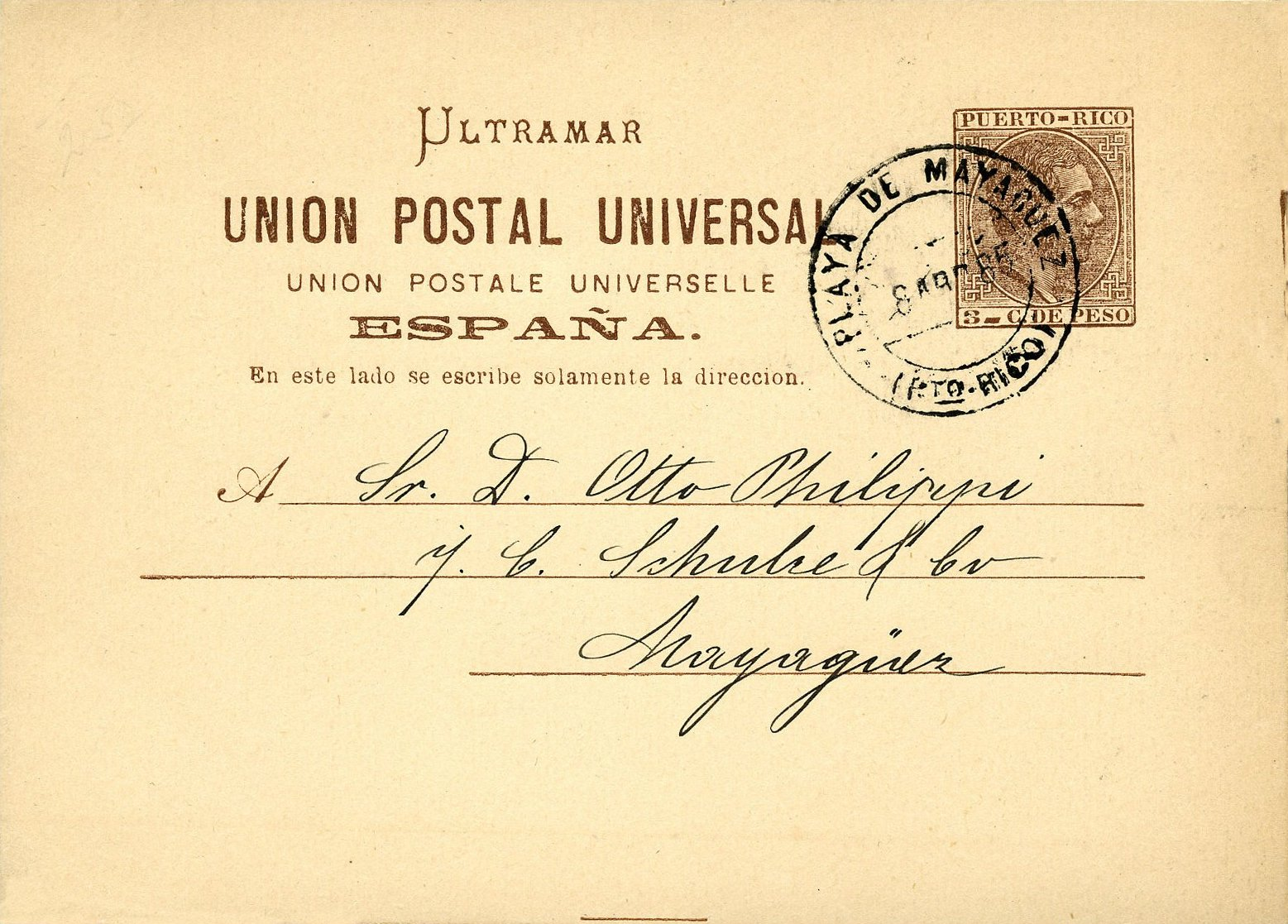
بطاقة بريدية تم إلغاؤها في "8 أبريل 1885". كان يُعتقد أن هذه البطاقة أصلية (وقيمة للغاية) حتى لاحظ أحد هواة جمع الطوابع البريدية البورتوريكية المشهورين أنه لديه بطاقات أخرى تحمل ختم ماياجويز وموجهة إلى نفس المستلم الذي يعيش في ماياجويز والذي كان يعرف أنه ممثل الإخوة سينف تجار الطوابع في لايبزيغ ألمانيا. وكانت البطاقات الأخرى مؤرخة بتاريخ 8 أبريل 1887 (بالنسبة لبطاقة عام 1887)، و8 أبريل 1893 (بالنسبة لبطاقة عام 1893). وقد قاده هذا إلى استنتاج أن المتلقي كان يوجهها إلى نفسه وكان لديه موظف بريد متعاطف أو متواطئ قام بتحديد تاريخ العام بشكل احتيالي ليتطابق مع تاريخ أصل البطاقة. من المحتمل أنه أرسل بعد ذلك البطاقات غير المتداولة ولكن المختومة بالبريد إلى الأخوين سينف الذين باعوها لهواة الجمع.

هناك العديد من حالات الطوابع التي تم إنتاجها بكميات كبيرة، ولكن عدد قليل جدًا منها نسبيًا قام بخدمة البريد. يمكن أن تتبقى كميات هائلة من الطوابع البريدية بعد نوبة من التضخم، أو الانقلاب السياسي، أو خسارة الحرب. في بعض الحالات، يمكن تطبيق إلغاء مزيف على الطابع البريدي الأصلي لجعله يبدو وكأنه نموذج نادر وقيم يستخدم في البريد. ومن الأمثلة البارزة على ذلك طابع البريد الأمريكي بقيمة 90 سنتًا لعام 1860، والذي تم سحبه خلال عام، حيث أدى إلغاؤه الحقيقي إلى رفع قيمته في كتالوج سكوت من 3000 دولار أمريكي إلى 11000 دولار أمريكي. تتضمن قائمة سكوت التحذير التالي: "يجب أن تكون جميع الأمثلة المستخدمة ... مصحوبة بشهادات الأصالة الصادرة عن لجان الخبراء المعترف بها."
ومن المهم أيضًا معرفة أن ليس كل الإلغاءات تكون عن طريق البريد. وقد نقشت بعض البلدان على طوابعها البريدية عبارة "البريد والإيرادات". من غير المعقول أن تُستخدم بعض القيم المرتفعة جدًا على هذه الطوابع في البريد مما يجعل أي نوع من الاستخدام البريدي المناسب نادرًا للغاية. وفي أغلب الأحيان كانت هذه القيم المرتفعة تستخدم لأغراض مالية للإشارة إلى دفع الضرائب على العقارات أو أسهم الشركات. ورغم أن مثل هذه الإلغاءات ليست مزيفة فمن السهل أن تصور بشكل خاطئ على أنها إلغاءات بريدية أكثر قيمة بالنسبة إلى غير الحذرين. صدر الحكم مؤخرا على راينر بلوم في قضية قانونية ألمانية رفيعة المستوى بتهمة تزوير طوابع بريدية لزيادة قيمة الطوابع.

### تم إلغاء الطلب (CTO)
من الناحية الفنية، لا تعتبر CTOs مزيفة حيث تم إلغاؤها من قبل الجهة المصدرة للطوابع. يمكن التعرف بسهولة على العديد منها لأنه على الرغم من ختم البريد عليها إلا أنها لا تزال تحتفظ بصمغها الأصلي. تقوم بعض السلطات البريدية بإلغائها وبيعها بخصم كبير لمجتمع هواة جمع الطوابع. ويمكن للسلطات أن تفعل ذلك بطريقة مربحة لأنها لم تعد بحاجة إلى توفير الخدمات البريدية التي كان من المفترض أن تدفعها الطوابع. يهتم العديد من هواة الجمع بالطوابع التي استخدمت بشكل صحيح، وقد تكون قيمة الطابع المستعمل المقابل في كثير من الأحيان أعلى من قيمة الطابع الأصلي. تميل السلطات التي تفعل ذلك إلى استخدام نفس الإلغاء لجميع الطوابع البريدية المركزية وتطبيقه بشكل أنيق للغاية في زاوية أربعة طوابع في وقت واحد.